# Locais de sepultamento dos presidentes do Brasil
Lista dos locais de sepultamento dos ex-presidentes empossados do Brasil organizada em ordem cronológica de mandato. 
O Estado com maior número de sepultamentos é o Rio de Janeiro, com 12 sepulturas: 10 no Cemitério São João Batista em Botafogo, Rio de Janeiro; 1 no Cemitério Municipal de Petrópolis e 1 no Cemitério do Caju.  
Desde a Proclamação da República em 1889, 39 presidentes foram empossados, 2 morreram antes de tomar posse e 2 foram impedidos de assumir.  
| Presidente                  | Foto | Mandato | Data e Local de Morte                                                    | Local de Sepultamento                                                   | Imagem do Túmulo |
| --------------------------- | ---- | --- | ------------------------------------------------------------------------ | ----------------------------------------------------------------------- | ---------------- |
| Marechal Deodoro da Fonseca |      | 15 de novembro de 1889 – 23 de novembro de 1891 (2 anos e 8 dias)                                                                   | 23 de agosto de 1892 Rio de Janeiro,Distrito Federal                     | Monumento Deodoro da Fonseca Praça Paris, Av. Beira Mar, Rio de Janeiro |                  |
| Floriano Peixoto            |      | 23 de novembro de 1891 – 15 de novembro de 1894 (2 anos e 357 dias)                                                                 | 29 de junho de 1895 Barra Mansa, Rio de Janeiro, Brasil                  | Cemitério São João Batista, Rio de Janeiro                              |                  |
| Prudente de Moraes          |      | 15 de novembro de 1894 – 15 de novembro de 1898 (4 anos)                                                                            | 3 de dezembro de 1902 Piracicaba, São Paulo                              | Cemitério da Saudade, Piracicaba                                        |                  |
| Campos Sales                |      | 15 de novembro de 1898 – 15 de novembro de 1902 (4 anos)                                                                            | 28 de junho de 1913 Santos, São Paulo                                    | Cemitério da Consolação, São Paulo                                      |                  |
| Rodrigues Alves             |      | 15 de novembro de 1902 – 15 de novembro de 1906 (4 anos)                                                                            | 16 de janeiro de 1919 Rio de Janeiro, Distrito Federal                   | Cemitério da Irmandade do Senhor dos Passos, Guaratinguetá, São Paulo   |                  |
| Afonso Pena                 |      | 15 de novembro de 1906 – 14 de junho de 1909 (2 anos e 211 dias)                                                                    | 14 de junho de 1909 Rio de Janeiro, Distrito Federal do Brasil, Brasil   | Santa Bárbara, Minas Gerais                                             |                  |
| Nilo Peçanha                |      | 14 de junho de 1909 – 15 de novembro de 1910 (1 ano e 154 dias)                                                                     | 31 de março de 1924 Rio de Janeiro, Distrito Federal                     | Cemitério São João Batista, Rio de Janeiro                              |                  |
| Hermes da Fonseca           |      | 15 de novembro de 1910 – 15 de novembro de 1914 (4 anos)                                                                            | 9 de setembro de 1923 Petrópolis, Rio de Janeiro                         | Cemitério Municipal, Petrópolis, Rio de Janeiro                         |                  |
| Venceslau Brás              |      | 15 de novembro de 1914 – 15 de novembro de 1918 (4 anos)                                                                            | 15 de maio de 1966 Itajubá, Minas Gerais                                 | Itajubá, Minas Gerais                                                   |                  |
| Delfim Moreira              |      | 15 de novembro de 1918 – 28 de julho de 1919 (255 dias)                                                                             | 1 de julho de 1920 Santa Rita do Sapucaí, Minas Gerais                   | Santa Rita do Sapucaí, Minas Gerais                                     |                  |
| Epitácio Pessoa             |      | 28 de julho de 1919 – 15 de novembro de 1922 (3 anos e 110 dias)                                                                    | 13 de fevereiro de 1942 Petrópolis, Rio de Janeiro                       | Cripta de Epitácio Pessoa, João Pessoa, Paraíba                         |                  |
| Artur Bernardes             |      | 15 de novembro de 1922 – 15 de novembro de 1926 (4 anos)                                                                            | 23 de março de 1955 Rio de Janeiro, Distrito Federal                     | Cemitério São João Batista, Rio de Janeiro                              |                  |
| Washington Luís             |      | 15 de novembro de 1926 – 24 de outubro de 1930 (3 anos e 343 dias)                                                                  | 4 de agosto de 1957 São Paulo, São Paulo, Brasil                         | Cemitério da Consolação, São Paulo                                      |                  |
| Getúlio Vargas              |      | 10 de novembro de 1937 – 29 de outubro de 1945 (7 anos e 353 dias) 31 de janeiro de 1951 – 24 de agosto de 1954 (3 anos e 205 dias) | 24 de agosto de 1954 Palácio do Catete, Rio de Janeiro, Distrito Federal | Mausoléu de Getúlio Vargas, Parcão, São Borja, Rio Grande do Sul        |                  |
| José Linhares               |      | 29 de outubro de 1945 – 31 de janeiro de 1946 (94 dias)                                                                             | 26 de janeiro de 1957 Rio de Janeiro, Rio de Janeiro                     | Cemitério São João Batista, Rio de Janeiro                              |                  |
| Eurico Gaspar Dutra         |      | 31 de janeiro de 1946 – 31 de janeiro de 1951 (5 anos)                                                                              | 11 de junho de 1974 Rio de Janeiro, Guanabara                            | Cemitério São João Batista, Rio de Janeiro                              |                  |
| Café Filho                  |      | 24 de agosto de 1954 – 8 de novembro de 1955 (1 ano e 76 dias)                                                                      | 11 de junho de 1974 Rio de Janeiro, Guanabara                            | Cemitério São João Batista, Rio de Janeiro                              |                  |
| Carlos Luz                  |      | 8 de novembro de 1955 – 11 de novembro de 1955 (3 dias)                                                                             | 9 de fevereiro de 1961 Rio de Janeiro, Guanabara                         | Cemitério São João Batista, Rio de Janeiro                              |                  |
| Nereu Ramos                 |      | 11 de novembro de 1955 – 31 de janeiro de 1956 (81 dias)                                                                            | 16 de junho de 1958 São José dos Pinhais, Paraná                         | Memorial Nereu Ramos, Lages, Santa Catarina                             |                  |
| Juscelino Kubitschek        |      | 31 de janeiro de 1956 – 31 de janeiro de 1961 (5 anos)                                                                              | 22 de agosto de 1976 Resende, Rio de Janeiro                             | Memorial JK, Brasília                                                   |                  |
| Jânio Quadros               |      | 31 de janeiro de 1961 – 25 de agosto de 1961 (206 dias)                                                                             | 16 de fevereiro de 1992 São Paulo                                        | Cemitério da Paz, São Paulo                                             |                  |
| Ranieri Mazzilli            |      | 25 de agosto de 1961 – 7 de setembro de 1961 (13 dias) 2 de abril de 1964 – 15 de abril de 1964 (13 dias)                           | 21 de abril de 1975 São Paulo, São Paulo                                 | Cemitério da Paz, São Paulo                                             |                  |
| João Goulart                |      | 7 de setembro de 1961 – 2 de abril de 1964 (2 anos e 208 dias)                                                                      | 6 de dezembro de 1976 Mercedes, Corrientes, Argentina                    | São Borja, Rio Grande do Sul                                            |                  |
| Humberto Castelo Branco     |      | 15 de abril de 1964 – 15 de março de 1967 (2 anos e 334 dias)                                                                       | 18 de julho de 1967 Fortaleza, Ceará                                     | Mausoléu Castelo Branco, Fortaleza, Ceará                               |                  |
| Costa e Silva               |      | 15 de março de 1967 – 31 de agosto de 1969 (2 anos e 169 dias)                                                                      | 17 de dezembro de 1969 Rio de Janeiro, Guanabara                         | Cemitério São João Batista, Rio de Janeiro                              |                  |
| Emílio Garrastazu Médici    |      | 30 de outubro de 1969 – 15 de março de 1974 (4 anos e 136 dias)                                                                     | 9 de outubro de 1985 Rio de Janeiro                                      | Cemitério São João Batista, Rio de Janeiro                              |                  |
| Ernesto Geisel              |      | 15 de março de 1974 – 15 de março de 1979 (5 anos)                                                                                  | 12 de setembro de 1996 Rio de Janeiro                                    | Cemitério São João Batista, Rio de Janeiro                              |                  |
| João Figueiredo             |      | 15 de março de 1979 – 15 de março de 1985 (6 anos)                                                                                  | 24 de dezembro de 1999 Rio de Janeiro                                    | Cemitério do Caju, Rio de Janeiro                                       |                  |
| Itamar Franco               |      | 29 de dezembro de 1992 – 1º de janeiro de 1995 (2 anos e 3 dias)                                                                    | 2 de julho de 2011 São Paulo, São Paulo                                  | Cemitério Municipal, Juiz de Fora, Minas Gerais                         |                  |

1. ↑  «Diário das leis - Autoriza a remoção dos restos mortais do Marechal Manuel Deodoro da Fonseca para o nicho existente no pedestal do monumento.». www.diariodasleis.com.br. Consultado em 3 de julho de 2024
2. ↑  Bretas, Gustavo; Online, Redação DeFato (21 de novembro de 2017). «Santa Bárbara recebe restos mortais do ex-presidente do Brasil Affonso Penna e resgata memória da cidade». DeFato Online. Consultado em 3 de julho de 2024
3. ↑  «Memorial Virtual | O Museu e Cripta». memorialvirtual.tjpb.jus.br. Consultado em 3 de julho de 2024
4. ↑  «Mausoléu Getúlio Vargas | Turismo». 30 de junho de 2022. Consultado em 3 de julho de 2024
5. ↑  «Memorial JK». www.memorialjk.com.br. Consultado em 3 de julho de 2024